# MiniStars (1986)
MiniStars is een Nederlands televisieprogramma dat uitgezonden werd door de publieke omroep TROS. De presentatie van het eerste seizoen uit 1986-1987 was in handen van TROS Radio 3 dj Tom Mulder, het tweede seizoen uit 1991 werd echter gepresenteerd door destijds TROS Radio 3 dj Martijn Krabbé.

## Format
In het programma traden kinderen op terwijl ze verkleed waren als hun popidool, van Madonna tot Cyndi Lauper. De kinderen traden op met destijds actuele Engelstalige popnummers, deze nummers werden echter wel voorzien van Nederlandstalige teksten geschreven door onder andere Tineke Schouten, Jan Simon Minkema en Peter Jan Rens. De nieuwe Nederlandse teksten waren echter geen directe vertaling maar een complete nieuwe tekst meer geschikt voor kinderen.
De nummers werden na de afleveringen ook officieel uitgebracht.

## Achtergrond
Het programma was gebaseerd op het Engelse programma Minipops dat in de jaren tachtig werd uitgezonden door de Britse zender Channel 4.
Het eerste seizoen van het programma werd gepresenteerd door TROS Radio 3 dj Tom Mulder, dit seizoen verliep van 21 november 1986 tot en met 13 februari 1987. Het tweede seizoen liet een aantal jaar op zich wachten en liep van 4 oktober tot en met 8 november 1991 ditmaal werd het programma echter gepresenteerd door destijds eveneens TROS Radio 3 dj Martijn Krabbé.
In 2023 kwam televisiezender SBS6 met een moderne versie van het programma onder dezelfde naam, hierin zingen kinderen in een competitie een videoduet met een bekende artiest.

## Trivia
- Glennis Grace was een van de kinderen die in 1991 in het programma te horen was. Ze was echter ziek tijdens opnamedag waardoor iemand inviel en op de door Grace ingezonden nummer playbackte.[5]